# Mirisni receptori
Mirisni receptori su izraženi u ćelijskim membranama mirisnih receptorskih neurona. Oni su odgovorni za detekciju molekula mirisa. Aktivirani mirisni receptori su inicijatori kaskade prenosa signala koja ultimatno proizvodi nervne impulse koji se transmituju u mozak. Ovi receptori su članovi klase A, rodopsinu-slične familije, G protein-spregnutih receptora (GPCRs).

## Ekspresija
Kod kičmenjaka su mirisni receptori locirani u cilijama mirisnih senzornih neurona.  Kod insekata, mirisni receptori su locirani na antenama i drugim hemosenzornim organima. Ćelije sperme takođe izražavaju receptore mirisa. Za njih se misli da učestvuju u homtaksi, kojim putem nalaze jajne ćelije.

## Mehanizam
Umjesto vezivanja specifičnih liganda kao većina receptora, mirisni receptori ispoljavaju afinitet za nih molekula mirisa, i isto tako jedan molekul mirisa se može vezati za brojne mirisne receptore sa različitim afinitetima. Nakon vezivanja molekula mirisa receptor podleže strukturnim promenama, i vezuje i aktivira mirisni-tip G proteina n unutrašnjosti mirisnog receptorskog neurona. G protein (Golf i/ili Gs) zatim aktiviraju liazu - adenilat ciklazu - koja konvertuje ATP u ciklični AMP (cAMP). cAMP otvara ciklični nukleotid-kontrolisani jonske kanale čime se omogućava kalcijumovim i natrijumovim jonima da uđu u ćeliju, depolarizujući mirisni receptorski neuron i starajući akcioni potencijal kojim se prenosi informacija do mozga.

## Literatura
1. ↑  Gaillard I, Rouquier S, Giorgi D (2004). „Olfactory receptors”. Cell. Mol. Life Sci. 61 (4): 456—69. PMID 14999405. doi:10.1007/s00018-003-3273-7.
2. ↑  Hussain A, Saraiva LR, Korsching SI (2009). „Positive Darwinian selection and the birth of an olfactory receptor clade in teleosts”. PNAS. 106 (11): 4313—8. PMC 2657432 . PMID 19237578. doi:10.1073/pnas.0803229106.
3. ↑  Rinaldi A (2007). „The scent of life. The exquisite complexity of the sense of smell in animals and humans”. EMBO Rep. 8 (7): 629—33. PMC 1905909 . PMID 17603536. doi:10.1038/sj.embor.7401029.
4. ↑  Hallem EA, Dahanukar A, Carlson JR (2006). „Insect odor and taste receptors”. Annu. Rev. Entomol. 51: 113—35. PMID 16332206. doi:10.1146/annurev.ento.51.051705.113646.
5. ↑  Spehr M, Schwane K, Riffell JA, Zimmer RK, Hatt H (2006). „Odorant receptors and olfactory-like signaling mechanisms in mammalian sperm”. Mol. Cell. Endocrinol. 250 (1-2): 128—36. PMID 16413109. doi:10.1016/j.mce.2005.12.035.
6. ↑  Buck LB (2004). „Olfactory receptors and odor coding in mammals”. Nutr. Rev. 62 (11 Pt 2): S184—8; discussion S224—41. PMID 15630933. doi:10.1301/nr.2004.nov.S184-S188.
7. ↑  Jones DT, Reed RR (1989). „Golf: an olfactory neuron specific-G protein involved in odorant signal transduction”. Science. 244 (4906): 790—5. PMID 2499043. doi:10.1126/science.2499043.

## Spoljašnje veze
- Baza podataka mirisnih receptora
- Hemičari utvrdili kako nos “oseća” uobičajene vrste mirisa - Supergenije, 11. septembar 2014.[мртва веза]
- Olfactory+Receptor+Protein на 